# A Turf Conspiracy (film)
A Turf Conspiracy er en britisk stumfilm fra 1918 af Frank Wilson.

## Medvirkende
- Violet Hopson - Madge Iman
- Gerald Ames - Gordon Chorley
- Joan Legge - Olga Bell
- Cameron Carr - Ladson
- Arthur Walcott - Jack Rook